# Manhole
Manhole är Grace Slicks första soloalbum och gavs ut i februari 1974.
Trots att hennes tidigare band Jefferson Airplane hade splittrats knappt två år tidigare hade Slick under det tidiga 1970-talet hunnit med att spela in albumen Blows Against The Empire med det som senare skulle komma att bli Jefferson Starship, Sunfighter med Paul Kantner och Baron von Tollbooth and The Chrome Nun med Kantner och David Freiberg. 
Albumet spelades in 1973 i Wally Heider Studios, San Francisco och i Olympic Studios, London. 
Många av medlemmarna som kom att forma Jefferson Starship senare samma år deltog under inspelningen av albumet, däribland Craig Chaquico, David Freiberg, Pete Sears och John Barbata. 
Manhole konstruerades som ett soundtrack till en film, vilket titeln på albumets andra spår Theme from the Movie Manhole visar, men någon sådan film existerade aldrig. 

## Låtlista
Sida 1
1. "Jay" (Grace Slick) – 2:43
2. "Theme from the Movie Manhole" (Grace Slick) – 15:23

Sida 2
1. "¿Come Again? Toucan" (David Freiberg/Grace Slick) – 4:40
2. "It's Only Music" (David Freiberg/Robert Hunter) – 4:32
3. "Better Lying Down" (Grace Slick/Pete Sears) – 3:15
4. "Epic No. 38" (Paul Kantner/Grace Slick/Jack Traylor) – 7:23

## Medverkande

### Musiker
Jay
- Grace Slick – gitarr, sång
- Peter Kaukonen – basgitarr, akustisk gitarr

Theme from the Movie Manhole
- Steven Schuster – orkestrala arrangemang
- Grace Slick – piano, sång
- David Freiberg – gitarr, sång
- Paul Kantner – sång
- David Crosby – sång
- Peter Kaukonen – mandolin
- Ron Carter – basgitarr
- Jack Casady – basgitarr
- Craig Chaquico – gitarr
- John Barbata – trummor
- London Symphony Orchestra

¿Come Again? Toucan
- Grace Slick – sång
- David Freiberg – piano, trummor, basgitarr, gitarr
- John Barbata – trummor
- Craig Chaquico – gitarr

It's Only Music
- David Freiberg – piano, trummor, basgitarr, orgel, 12-strängad gitarr, sång
- Paul Kantner – 12-strängad gitarr, sång
- Gary Duncan – gitarr
- Jack Casady – basgitarr

Better Lying Down
- Grace Slick – sång
- Pete Sears – piano

Epic No. 38
- Grace Slick – sång
- David Freiberg – sång
- Paul Kantner – gitarr, munspel, sång
- Pete Sears – basgitarr
- John Barbata – trummor
- Craig Chaquico – gitarr
- Steven Schuster – orkestrala arrangemang
- Keith Grant – synthesizer-programmering
- Säckpipa av: Iaian MacDonald Murray, Calum Innes, Cohn Graham, Angus McTavish, Tom Duncan, Jack Scott, Angus MacKay, William Stewart

### Produktion
- Grace Slick, David Freiberg, Paul Kantner – musikproducent
- Keith Grant – medproducent, ljudtekniker, ljudmix
- Steven Schuster – medproducent
- Pat Ieraci (Maurice) – koordinator
- Valeria Clausen, Mallory Earl, Bob Matthews – ljudtekniker